# Guardia repubblicana irachena
La Guardia Repubblicana irachena (in arabo الحرس العراقي الجمهوري‎?, al-Haras al-ʿIrāqiyya al-Jumhūrī) era la parte scelta dell'Esercito iracheno, creata in origine come guardia del corpo di Saddam Hussein e dei suoi collaboratori. È stata disciolta dopo la seconda guerra del Golfo.
Consisteva tra gli 80.000 e 100.000 uomini equipaggiati con il migliore materiale iracheno (carri T-72, APC BMP, semoventi francesi). La Guardia Repubblicana Speciale (GRS) aveva sui 15-20.000 soldati. Senza contare la GRS la normale Guardia Repubblicana aveva 2 Corpi d'Armata (1° e 2°) con 1 divisione di fanteria, una di forze speciali, cinque meccanizzate e tre corazzate. La Guardia Repubblicana Speciale aveva 4 brigate e due comandi.
La Guardia Repubblicana era l'élite dell'esercito iracheno, distinta dal corpo paramilitare dei Fidāʾiyyīn Ṣaddām (i Devoti di Ṣaddām) e dall'Esercito regolare. Si potevano riconoscere per il triangolo rosso verniciato sui loro mezzi.
Durante la guerra Iran-Iraq degli anni '80 la Guardia Repubblicana è stata la prima forza ad entrare e combattere in Iran.
La Guardia è stata equipaggiata con tecnologie del blocco sovietico e degli Stati Uniti.
Nel 2002 si è pensato che la Guardia e i Fidāʾiyyīn Ṣaddām fossero addestrate per combattere sia in ambiente urbano che in guerriglia. Si pensa anche che uomini di queste due forze abbiano combattuto da irregolari dopo l'invasione dell'Iraq del 2003.

## Storia
Costituita nel 1980 dall'originale nucleo operativo della Guardia del Corpo di Saddam Hussein tramite reclutamento volontario, venne ben presto costituita in corpo militare autonomo, la cui guida fu assunta nel corso del tempo da uomini fidati del Raʾīs, quando non direttamente da suoi familiari.

### La Guardia Repubblicana durante la guerra Iran-Iraq
Al momento della sua formazione in brigata, la Guardia Repubblicana irachena fungeva da reparto di intervento celere a difesa della stabilità interna del regime. Fra il 1980 ed il 1986 vennero costituite altre 4 brigate, avviando l'unità a diventare una divisione. Questa evoluzione nella struttura dell'organico rifletteva una politica di reclutamenti di massa varata in pieno conflitto Iran - Iraq a seguito dei rovesci militari subiti dalle truppe di Baghdad, messe in seria difficoltà dalla schiacciante superiorità numerica dell'esercito iraniano. Nelle caserme della Guardia Repubblicana affluirono progressivamente decine di migliaia di volontari, grazie ai quali lo Stato Maggiore iracheno poté istituire ben 25 brigate. La Guardia Repubblicana ebbe quindi un ruolo sostanziale nella successiva campagna di riconquista che vide l'Esercito Iracheno arrestare la pressione degli iraniani e recuperare i territori perduti.

### La Guardia Repubblicana durante la guerra del Golfo
Alla vigilia dell'invasione del Kuwait la Guardia Repubblicana contava su 8 divisioni, delle quali due corazzate, una meccanizzata, una divisione operazioni speciali e quattro divisioni di fanteria motorizzata, dotate del migliore armamento a disposizione (prevalentemente di tecnologia sovietica e francese). Quattro di queste divisioni (la Prima Corazzata "Hammurabi", la Seconda Corazzata "Medina", la Terza Meccanizzata "Tawakalna ʿala Allāh" e la Sesta Motorizzata "Nabucodonosor") costituirono in nerbo dell'armata d'invasione del Kuwait, appoggiate da unità speciali montate su elicotteri. Terminata l'invasione, buona parte della Guardia Repubblicana venne progressivamente ritirata in posizione di riserva strategica e distribuita su due corpi d'armata, organizzati nel seguente ordine:
- I Corpo, dislocato nell'Iraq meridionale:
  - 2 divisioni corazzate ("Hammurabi" e "al-Madīna al-Munawwara")
  - 1 divisione meccanizzata ("Tawakalnā ʿala Allāh", in arabo "Confidiamo in Dio")
  - 1 divisione motorizzata ("al-Faw", nome di un'isoletta del Golfo Persico rivendicata dall'Iraq)
- II Corpo, dislocato a Sud di Baghdad:
  - 2 Divisioni motorizzate ("Nabucodonosor" e "Adnān", mitico eponimo degli Arabi settentrionali)
  - 1 unità di fanteria meccanizzata ("Baghdad")

Le unità di marina dipendenti dalla Guardia Repubblicana furono schierate a guarnigione delle nove isole kuwaitiane.
Altre unità nel corso della crisi che precedette la guerra del Golfo furono inserite nell'organico della Guardia Repubblicana, mentre le unità di fanteria motorizzata furono progressivamente convertite in unità meccanizzate. Durante l'operazione Desert Storm buona parte della dotazione corazzata della Guardia Repubblicana venne distrutta o abbandonata, e le unità componenti, malgrado alcune coraggiose controffensive, non seppero tenere l'urto dell'offensiva alleata. Fiaccate dai bombardamenti, seppero offrire scarsa resistenza alle soverchianti forze nemiche, subendo pesanti perdite.

### La Guardia Repubblicana fra le due guerre
Al termine della guerra del Golfo la Guardia Repubblicana risultava fortemente ridimensionata negli effettivi e nella capacità bellica. La divisione Tawakalna, decimata dall'offensiva alleata, venne smantellata, ed i suoi effettivi distribuiti fra le rimanenti 7 divisioni. Riorganizzata immediatamente dopo il cessate il fuoco, la Guardia Repubblicana portò a termine la soppressione delle rivolte curde e sciite dell'immediato dopoguerra. Normalizzato il paese, GR venne acquartierata e fornita dei migliori armamenti ancora a disposizione, prelevati per la maggior parte da altre divisioni dell'Esercito Iracheno.

## Struttura
Organizzazione della Guardia repubblicana nel 1991:
Comando delle forze della Guardia repubblicana
- 1º Corpo d'armata della Guardia repubblicana
  - 1ª Divisione corazzata "Hammurabi"
    - 8ª e 17ª Brigata corazzata
    - 15ª Brigata meccanizzata

  - 2ª Divisione corazzata "al-Madīna al-Munawwara"
    - 2ª e 10ª Brigata corazzata
    - 14ª Brigata meccanizzata

  - 3ª Divisione meccanizzata "Tawakalna"
    - 9ª Brigata corazzata
    - 18ª e 29ª Brigata meccanizzata

  - 4ª Divisione motorizzata "Al-Faw"
  - 8ª Divisione forze speciali "al-Sa'iqa" ("La folgore")
- 2º Corpo d'armata della Guardia repubblicana
  - 5ª Divisione meccanizzata "Baghdad"
    - 4ª, 5ª e 6ª Brigata motorizzata

  - 6ª Divisione meccanizzata "Nebuchadnezzar"
    - 19ª, 22ª e 23ª Brigata motorizzata

  - 7ª Divisione meccanizzata "Adnan"
    - 21ª Brigata corazzata
    - 11ª e 12ª Brigata meccanizzata
- Reparti di riserva
  - Divisione corazzata "al-Nidāʾ"
  - Divisione motorizzata "al-Abed"
    - 38ª, 39ª e 40ª Brigata motorizzata